# Platycerus hongwonpyoi mongolicus
Platycerus hongwonpyoi mongolicus es una subespecie de coleóptero de la familia Lucanidae.

## Distribución geográfica
Habita en Mongolia.